# 皎德隆基
皎德隆基是缅甸掸邦东枝县东枝镇区下辖的一个镇。

## 事件
敏昂莱曾分别于2018年9月与2023年3月访问该地区，并与勃欧自治区的勃欧民族组织当局进行会晤。